# Chương trình Colombo
Chương trình Colombo còn được gọi là Kế hoạch Colombo (tiếng Anh: Colombo Plan) là một tổ chức quốc tế với mục đích hợp tác phát triển kinh tế và xã hội trong khu vực Á châu và Thái Bình Dương. Hiệp hội này được thành lập ngày 1 Tháng Bảy năm 1951 với bảy thành viên nguyên thủy: Anh, Ấn Độ, Canada, Pakistan, New Zealand, Sri Lanka, và Úc. Tổ chức này sau phát triển để bao gồm 26 quốc gia gồm một số nước thuộc khối ASEAN và SAARC.

## Lịch sử
Khi mới thành lập, hội mang tên Colombo Plan for Cooperative Economic Development in South and Southeast Asia, tức Chương trình Colombo để Hợp tác Phát triển Kinh tế Nam và Đông Nam Á. Năm 1977 tên hội được đổi thành Colombo Plan for Cooperative Economic and Social Development in Asia and the Pacific để phản ảnh trọng tâm địa lý mở rộng để bao gồm cả Á châu và Thái Bình Dương.

## Mục đích
Chương trình Colombo đề ra mục đích phát triển khu vực bằng cách đào tạo nhân sự chuyên môn cũng như cung ứng tài lực để xây dựng hạ tầng cơ sở như cầu cống, phi trường, đường sắt, bệnh viện, nhà máy.

## Thành viên
| Quốc gia          | Năm gia nhập | Năm rút khỏi |
| ----------------- | ------------ | ------------ |
| Vương quốc Anh    | 1950         | 1991         |
| Ấn Độ             | 1950         |              |
| Canada            | 1950         | 1992         |
| New Zealand       | 1950         |              |
| Pakistan          | 1950         |              |
| Sri Lanka         | 1950         |              |
| Úc                | 1950         |              |
| Cao Miên          | 1951         | 2004         |
| Hoa Kỳ            | 1951         |              |
| Lào               | 1951         |              |
| Việt Nam Cộng hòa | 1951         | 1978         |
| Myanmar           | 1952         |              |
| Nepal             | 1952         |              |
| Indonesia         | 1953         |              |
| Nhật Bản          | 1954         |              |
| Philippines       | 1954         |              |
| Thái Lan          | 1954         |              |
| Malaysia          | 1957         |              |
| Singapore         | 1959         |              |
| Bhutan            | 1962         |              |
| Đại Hàn Dân Quốc  | 1962         |              |
| Afghanistan       | 1963         |              |
| Maldives          | 1963         |              |
| Iran              | 1966         |              |
| Bangladesh        | 1972         |              |
| Fiji              | 1972         |              |
| Papua New Guinea  | 1973         |              |
| Mông Cổ           | 2003         |              |
| Việt Nam          | 2003         |              |